# René Desmaison
René Desmaison (Bourdeilles, 14 de abril de 1930 - Marselha, 28 de setembro de 2007) foi um guia de alta montanha e alpinista de alto nível francês. A partir da década de 1950 e durante mais de 30 anos foi o autor de inúmeras primeiras de grande dificuldade nos Alpes e Andes. Muito mediatizado, está implicado em grandes polémicas.

## Formação
Tinha 14 anos quando lhe morre a mãe e parte para viver com o seu padrinho para a zona de Paris onde se inscreve no escotismo. Muito mais tarde, em 1954, quando já se tinha bem treinado na floresta de Fontainebleau, mesmo se não fazia parte do Grupo de Bleau, encontra-se com Jean Couzy, encontro que foi determinante pois está na base da amizade que os ligou para fazerem todas as conquistas de alpinismo juntos.
Em 1961 quando passa o exame de guia de alta montanha já era professor de alpinismo na Escola nacional dos desportos de montanha e a partir de 1970 torna-se cineasta-conferencista e está na base de Connaissance du Monde uma organização francesa de conferências acompanhadas por filmagens.

## Alpinismo
Como alpinista René Desmaison parece ter efetuado mais de 1 000 ascensões e um total de 114 primeiras

### Cordada Couzy-Desmaison

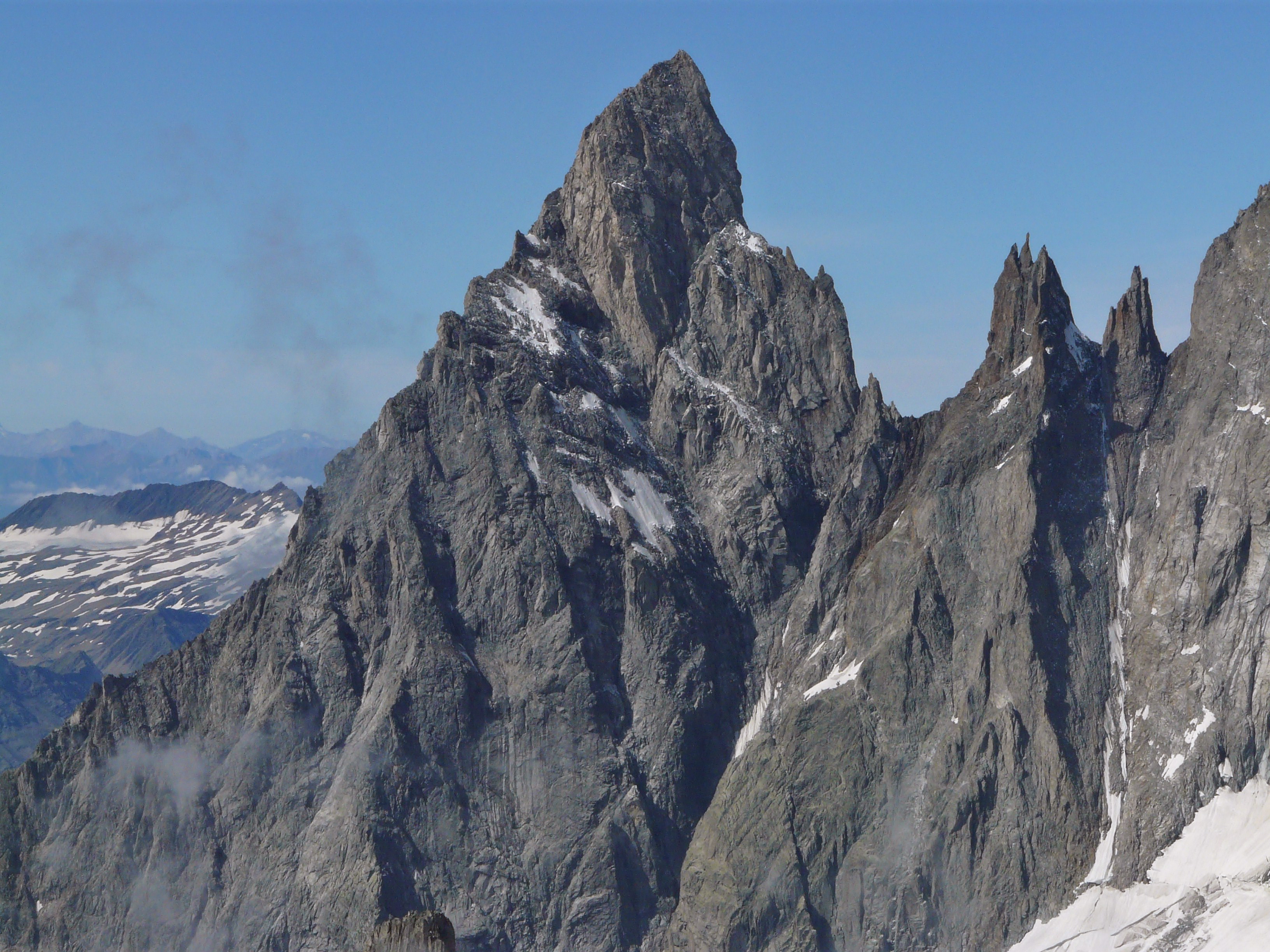
Vertente este da Aiguille Noire de Peuterey com a aresta norte à direita

Depois de ter repetido em 1955 com Jean Couzy a face oeste das Drus decide com ele de abrir uma nova via na vertente norte da Aiguille Noire de Peuterey no maciço do Monte Branco.
A partir de 1958 lançam-se ambos nas grandes invernal onde efetuam a célebre  face oeste das Drus, e a abertura de uma escalada artificial das  Tre Cime di Lavaredo na Dolomitas para poderem fazer uma diretíssima que haviam imaginado o verão anterior, o que não conseguem fazer, mas em contrapartida fazem uma direta da Cima Grande do Lavaredo.
Das três principais pontas da face norte das Grandes Jorasses no Maciço do Monte Branco só a Ponta Marguerite falta efetuar, e em agosto decidem de o fazer para o que será o último sucesso em conjunto, mas que René Desmaison qualificara de "excecional". Na verdade, Jean Couzy morre a 3 de Novembro com a queda de uma pedra quando abria uma via no Maciço do Dévoluy. Em honra do seu amigo René abre em Julho de 1959 nas Dolomitas com Pierre Mazeaud, Pierre Kohlmann e Bernard Lagesse a via direta da Cima ovest ou Voie Couzy como ficou conhecida a via que havia imaginado com Jean Couzy.

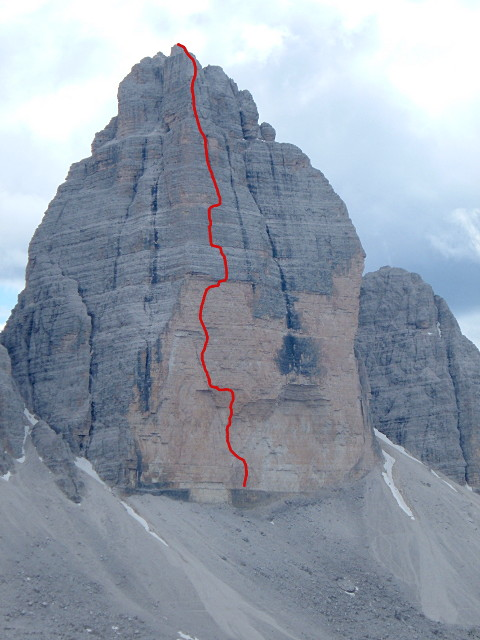
Voie Couzy (a vermelho) na vertente norte da Cime di Lavaredo

Em 1961 efetua uma primeira da Ponta de Bure no Maciço do Dévoluy, ascensão que é apresentada como "a escalada mais difícil do maciço calcário dos Alpes franceses" pois ainda hoje cotada  TD+ (em francês:  Très Difficile supérieur).
Entre o 5-8 Fevereiro 1963 com René Desmaison e Jacques Batkin conseguem fazer a segunda ascensão invernal da Ponta Walker das Grandes Jorasses dias depois da primeira pelos italianos Walter Bonatti e Cosimo Zappelli.

### Via Gousseault

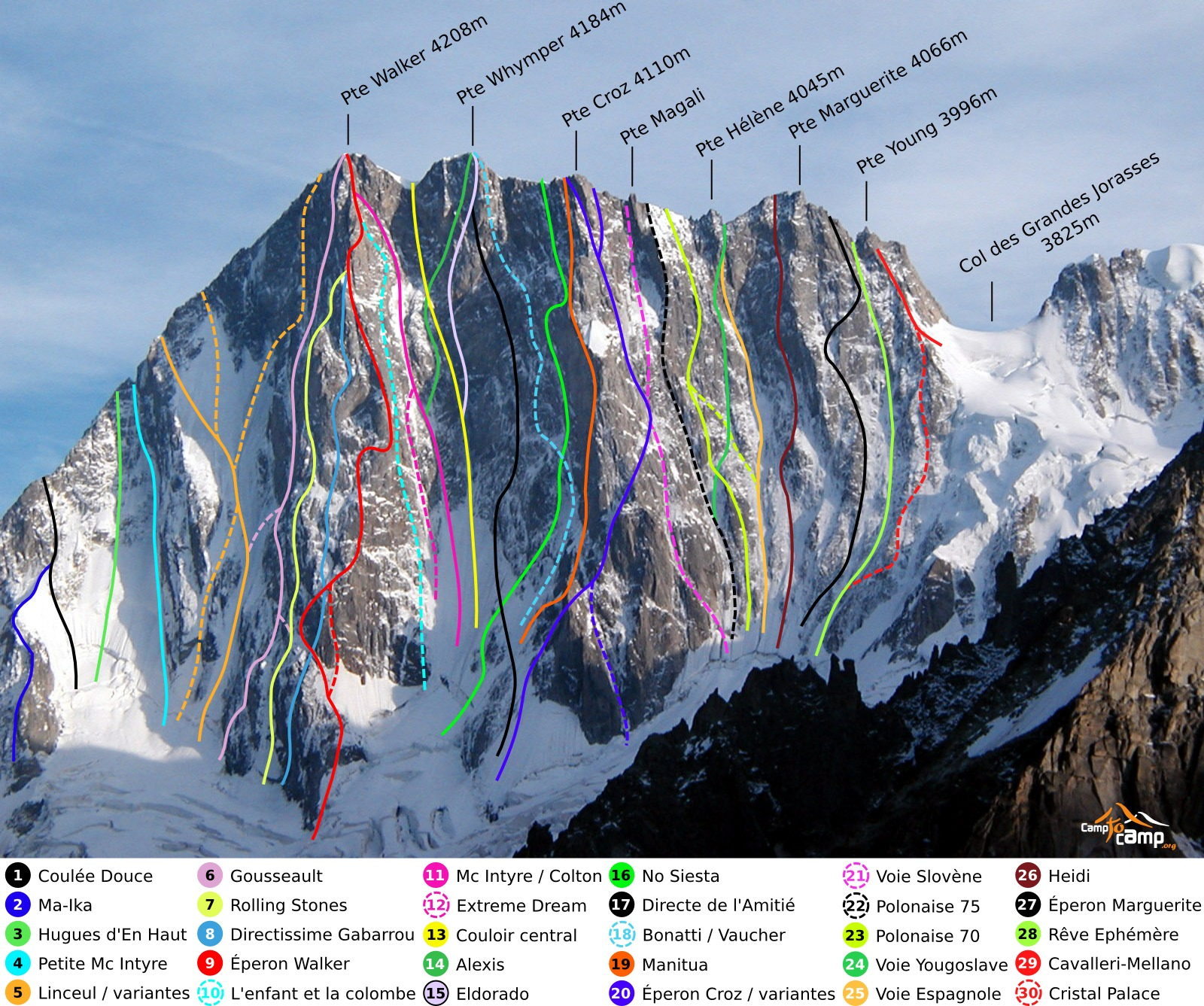
Via Gousseault n. 6

A 10 de Fevereiro de 1971, René Desmaison faz-se acompanhar pelo jovem guia Serge Gousseault na diretíssima da Ponta Walker das Grandes Jorasses que se mostra muito difícil devido às cordas que se estragam contra a rocha, às condições de chuva e frio, e Serge sofre de congelamento nas mãos, enquanto faltam pitãos, os alimentos acabam e a ligação rádio não funciona. Serge Gousseault acaba por morrer de frio mas René Desmaison não se decide a abandoná-lo a 90 m do cume, e completamente exausto é socorrido in extremis a 25 de fevereiro, quando finalmente um helicóptero consegue pousar-se a 4 133 m perto do cume que fica a 4 208 m depois de ter passado duas semanas junto ao seu companheiro. Este episódio é contado no livro que escreveu 342 heures dans les Grandes Jorasses
Profundamente atacado tanto fisicamente como psicologicamente, e para se refazer dessa situação, faz a primeira integral em solitário da Agulha Preta de Peuterey no verão de 1972 juntando pela mesma ocasião mais uma primeira ao seu Palmarés e decide "em honra do seu jovem companheiro" de fazer com o guia italiano Giorgio Bertone e do chamoniard Michel Claret a via direta que havia previsto fazer com ele, e à qual dá o nome de Via Gousseault.

### Andes
A partir de 1976 René Desmaison vira-se para os Andes do Peru aonde organiza quatro expedições e onde abrem novas vias na Cordilheira Branca.

## Polémicas
René Desmaison esteve implicado nalgumas polémicas pois pouco dedicado a compromissos, pelo que no seu livro La face Nord de René Desmaison, Philippe Bonhème escreve que ele tinha "uma atitude arrogante que sensibilizava os autóctones (de Chamonix), habituados a relações mais respeitosas da ordem estabelecida".
Em 1966 decide salvar dois alpinistas alemães na face oeste das Drus ultrapassando assim as reservas feitas pela Companhia dos guias de Chamonix, e acaba por vender a reportagem ao Paris-Match.
Em 1968 quando para fazer publicidade estação de campismo da firma Bazar de l'Hôtel de Ville, em Paris, aceita de acampar no cimo do Monte Branco onde na tenda se lê: BHV 4807 - a altitude do monte.
Vem depois o acidente de 1971 com a morte de Serge Gousseault onde ele critica a espera da vinda dos socorros por uma má interpretação dos seus sinais de pedido de ajuda - segundo o interessado, mas inexistentes segundo os socorristas -  que aliás também o criticam por não ter escolhido um companheiro suficientemente experiente.

## Publicações
(Segundo a versão francesa)
- La montagne à mains nues, Paris, Flammarion, 1971. 302 p.
- 342 heures dans les Grandes Jorasses, Paris, Flammarion, 1973. 201 p.; réédition: Paris, Hoëbeke, 2002. 199 p. ISBN 2842301420.
- Protégeons la montagne, Paris, Nathan, 1978.
- Professionnel du vide, Arthaud, 1979. 232 p.
- Les Andes vertigineuses, Paris, Flammarion, 1983. 254 p.
- Au royaume des montagnes, Avinhão, Alain Barthélemy, 1992. 134 p. ISBN 2879230012.
- Pérou-Équateur, Avinhão, Alain Barthélemy, 1993. ISBN 2879230381.
- Les grimpeurs de muraille, roman, Paris, Hoëbeke, 2000. 292 p. ISBN 2842301013.
- Les forces de la montagne, mémoires, Paris, Hoëbeke, 2005. 380 p.-[16] p. de pl., 24 cm. ISBN 2-84230-229-X.
- Le Jaguar de Cristal, roman, Pontarlier, édition Belvédère, 2012. 250 p. ISBN 978-2-88419-2323.